# Ординск
Ординск (Ордынский) — посёлок в Эхирит-Булагатском районе Иркутской области России. Входит в состав Корсукского муниципального образования. Находится примерно в 16 км к северо-востоку от районного центра.

## Население
| 2002 | 2010 | 2011 | 2012 |
| ---- | ---- | ---- | ---- |
| 17   | ↘12  | →12  | ↘11  |

По данным Всероссийской переписи, в 2010 году в посёлке проживало 12 человек (7 мужчин и 5 женщин).